# タカラ映像
タカラ映像は、熟女・人妻専門のアダルトビデオメーカー。

## 概要
タカラ映像は、熟女系専門のアダルトビデオメーカー。
いわゆるメジャークラスの美熟女系などの女優さんなどが多くドラマ物などが多い。
メインレーベルは『ALEDDIN』。『お義母さん、にょっ女房よりずっといいよ…。』、『再婚相手より前の年増な女房がやっぱいいや…』、『義理の息子』、『母姦中出し』、『息子の嫁と義父』、『友人の母親』など多数のシリーズ作品を持つ。
レーベル『寝盗会 元祖NTR』はAVにおけるNTRの火付け役ともいわれている。

## レーベル

### ALEDDIN
メインレーベルでストーリー物が主体
- お義母さん、にょっ女房よりずっといいよ…。
- 再婚相手より前の年増な女房がやっぱいいや…
- 義理の息子
- 母姦中出し
- 息子の嫁と義父
- 友人の母親
- 代理出産の母
- お義父さんもうアソコが疼いて濡れてるんです…

### 寝盗会 元祖NTR
ネトラレーゼ　タカラ映像が力を入れてるレーベル

### ドキュメントNTR
2016年に話題になった作品
- 公民館の忘年会でウチの妻がねとられたのですが…
- 鍋パNTR リア充気取りの僕が非リアな同僚のためになんとなく妻の友達を呼んで鍋パーティーをしてやった結果orz
- 公民館2 年末の忘年会にきていたマキシワンピの奥さんの泥酔ねとられビデオです
- かっ会社の懇親旅行で妻が挿入された模様なのですが【事後】

### 第一放送
奇抜な企画と人気のシリーズが数々
- うまなみの兄にめろめろにされた弟嫁
- 憧れの女上司と
- ラブホに泊まった母と子

### TAKARA VISUAL
共演物と専属デビュー、ベスト盤のレーベル
- 専属○○デビュー
- ベスト盤

## AV女優

### 専属女優
- 彩奈リナ(2024年7月〜)
- 白木優子(2024年8月〜)

- 藤森綾子(2009年4月デビュー)
- 美月怜(2010年4月デビュー)
- 高嶋美鈴(2011年12月デビュー)
- 桧山えつ子(2018年3月デビュー)
- 福山美佳(2018年4月デビュー)
- 今井寿子(2018年6月デビュー)
- 田所百合(2020年4月デビュー)
- 長澤里実(2021年10月デビュー)

### その他の主な出演女優
- 風間ゆみ
- 三浦恵理子
- 翔田千里
- KAORI
- 澤村レイコ
- 川上ゆう
- 佐々木あき
- 森下美緒
- 円城ひとみ
- 北川礼子
- 柏木舞子
- 加山なつこ
- 八木あずさ
- 伊織涼子
- 成宮いろは
- 桐島美奈子
- 横山みれい

## AV監督
- 春花幸男(はるか ゆきお)
- 九十九究太(つくも きゅうた)
- 三島六三郎
- 墨猫三平(すみねこ さんぺい)
- U吉(ゆーきち)
- 翔吾(しょうご)
- 宝浩史(たから ひろふみ)
- 嵐山みちる